# ماورو سيلفا
 ماورو سيلفا  (بالبرتغالية:Mauro da Silva Gomes) ، ولد في 12 يناير 1968 في ساو برناردو دو كامبو ,البرازيل، لاعب كرة قدم برازيلي سابق، شارك مع منتخب بلاده في بطولة كأس العالم لكرة القدم 1994.

## روابط خارجية
- ماورو سيلفا على موقع الاتحاد الدولي (مؤرشف)  (الإنجليزية)
- ماورو سيلفا على موقع قاعدة بيانات كرة القدم.إي يو (الإنجليزية)
- ماورو سيلفا على موقع ليكيب (الفرنسية)
- ماورو سيلفا على موقع ناشيونال فوتبول تيمز (الإنجليزية)
- ماورو سيلفا على موقع عالم كرة القدم.نت (الإنجليزية)
- ماورو سيلفا على موقع كووورة